# مام جوکموک
پِت‌تای وُنگکاملائو (تایلندی: เพ็ชรทาย วงษ์คำเหลา؛ آرتی‌جی‌اس: Phetthai Wongkhamlao، IPA: pʰét.tʰā:j wōŋ.kʰām.lǎw؛ زادهٔ ۲۴ ژوئن ۱۹۶۵) با نام هنری «مام جوکموک» (تایلندی: หม่ำ จ๊กมก؛ آرتی‌جی‌اس: Mam Chokmok،  màm tɕók.mók) بازیگر، کارگردان فیلم و فیلم‌نامه‌نویس اهل تایلند است. Mum was also featured in another movie in 2007 called Kuu Raet (The Odd Couple), where he played the role of a ladyboy.
از فیلم‌ها یا برنامه‌های تلویزیونی که وی در آن نقش داشته است، می‌توان به محافظ شخصی اشاره کرد.